# Burgistein
Burgistein är en ort och kommun i distriktet Thun i kantonen Bern, Schweiz. Kommunen har 1 094 invånare (2023).